# Daytime
| Einsatzgebiet: | Fehlersuche und Messungen auf Netzwerkleitungen |                 |                 |                 |                 |
| Daytime im TCP/IP-Protokollstapel : Anwendung Daytime Transport UDP TCP Internet IP ( IPv4 , IPv6 ) Netzzugang Ethernet Token Bus Token Ring FDDI … |                                                 |                 |                 |                 |                 |
| Standards: | RFC 867                                         |                 |                 |                 |                 |
| Anwendung | Daytime                                         | Daytime         | Daytime         | Daytime         | Daytime         |
| Transport | UDP                                             | UDP             | TCP             | TCP             | TCP             |
| Internet | IP (IPv4, IPv6)                                 | IP (IPv4, IPv6) | IP (IPv4, IPv6) | IP (IPv4, IPv6) | IP (IPv4, IPv6) |
| Netzzugang | Ethernet                                        | Token Bus       | Token Ring      | FDDI            | …               |

Daytime ist ein einfaches ASCII-basiertes Netzwerkprotokoll, das zur Übertragung der Daten TCP oder UDP über Port 13 nutzen kann.
Nach Aufbau einer Verbindung (TCP) oder Empfang eines UDP-Pakets wird das aktuelle Datum und die Uhrzeit in einer Zeile vom Zeitserver an den Client geschickt. Typischerweise wird der Dienst mittels des Kommandozeilen-Programms Telnet abgefragt:
```
$ 
telnet daytime-server 13

Trying daytime-server...
Connected to daytime-server.
Escape character is '^
]
'. 

Fr Feb 24 17:52:30 CET 2006

Connection closed.
```

Im Gegensatz zu Zeitsynchronisations-Protokollen wie beispielsweise dem Network Time Protocol (NTP) ist Daytime zur Fehlersuche und für Messungen auf Netzwerkleitungen entwickelt worden. Der im Klartext versandte Zeitstempel kann problemlos vom Menschen gelesen und beispielsweise zur Abschätzung der Laufzeit oder ganz allgemein zur Kontrolle der Verfügbarkeit eines Servers an Stelle von Ping verwendet werden.